# 巡航戦車 Mk.III
巡航戦車 Mk.III（A13）（Tank, Cruiser Mk.III（A13））は、第二次世界大戦中にイギリス陸軍が使用した巡航戦車である。
イギリスが大戦を通して使用したクリスティー型の巡航戦車の最初のタイプで、大戦直前に65輌が生産され、主に大戦初期に使用された。

## 開発と生産
1936年、イギリス陸軍は、主力となる中戦車を軽装甲・高速の巡航戦車、重装甲・低速の歩兵戦車の2種に分けて開発を行うとの決定を下した。当時すでに開発が進められていた中戦車A9が巡航戦車 Mk.Iとして採用されたが、これに使われたスローモーション・タイプのサスペンションは、安定性は高いものの高速走行には向かないものであった。
一方、1936年9月にソビエト連邦軍（赤軍）の秋期演習を見学したウェーベル将軍とマーテル大佐は、アメリカのクリスティー式戦車をもとに開発された快速戦車BTに強い感銘を受け、その結果、イギリスでもクリスティー戦車の導入が図られることとなった。イギリスは、モーリス社が受け皿となってクリスティー戦車M1932を購入するとともにクリスティー本人を技術指導に招き、その改良型の開発が進められた。
ソ連のBT戦車が、特にその最初期はほぼクリスティーの設計そのままだったのに対し、モーリス社が開発したA13は車体が拡大され、巡航戦車 Mk.I とほぼ同型の3人用砲塔が搭載されるとともに、煩雑な装輪走行機能は廃止された。生産はモーリス社傘下のナッフィールド社（Nuffield Mechanisation and Aero Ltd）が担当、オリジナルのクリスティー戦車にも搭載されていたリバティ・エンジンも、同社でライセンス生産が行われた。
試作車は1937年中にテストが行われ、1938年末もしくは1939年1月には量産1号車が完成、1939年夏までに発注分65両すべてが完成した。

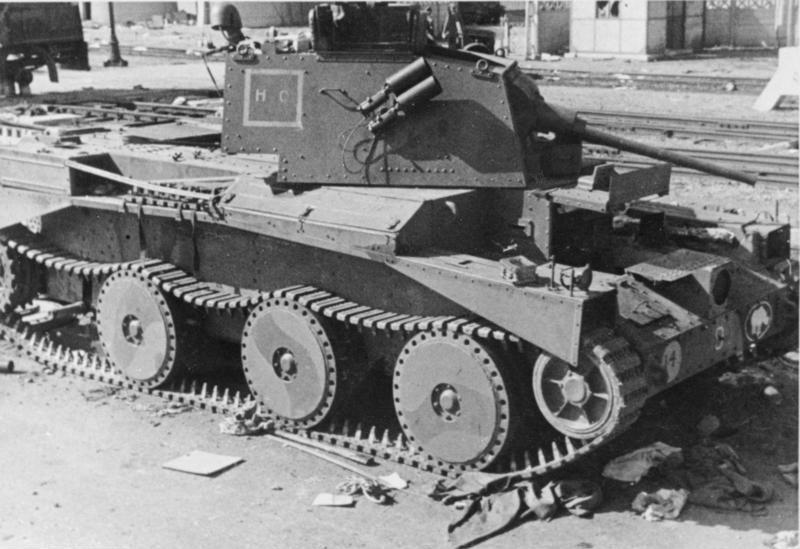
フランス、カレーにて撃破されたMk.III（第一機甲師団所属、1940年5月31日）

もともと、装甲防御力を犠牲にして高速性能を追求した巡航戦車 Mk.III だが、それでも最大装甲厚14mmはあまりに薄く、1939年初めには巡航戦車の最大装甲厚を30mmに引き上げる訓令が出された。このため、装甲を強化した改良型A13 Mk.II（巡航戦車 Mk.IV）が作られ採用された。一部の巡航戦車 Mk.IIIは、後にMk.IV仕様に改修された。

## 戦歴
第二次世界大戦勃発当時、巡航戦車 Mk.III は Mk.I、II、IV とともに巡航戦車の主力であり、フランスへ送られたイギリス海外派遣軍(BEF)の第一機甲師団に配備された。
1940年にドイツ軍のフランス侵攻に伴い戦闘に投入され、大きな損害を受けた。わずかに残った車両は、その後、ギリシャ戦線や北アフリカ戦線でも使用された。

## 登場作品
『War Thunder』
イギリス陸軍の軽戦車として登場。また、第3王室連隊仕様も登場。
『World of Tanks』
イギリス軽戦車Cruiser Mk. IIIとして登場。
『トータル・タンク・シミュレーター』
英国の初期車両、軽戦車MK.IIIとして登場。